# Ceinture périphérique ferroviaire

La forme en « tête de chien » de la ligne Ring du S-Bahn de Berlin.

La ligne circulaire (en marron) du métro de Moscou.

Une Ceinture périphérique ferroviaire (parfois aussi désignée anneau périphérique ferroviaire, ligne de chemin de fer circulaire, ceinture ferroviaire ou simplement ceinture) est une ligne ferroviaire formant une boucle autour d'une région. Le terme est souvent employé dans une métropole où le noyau urbain est ceinturé par une ligne de chemin de fer. Ce concept est utilisé aussi bien dans les lignes ferroviaires à longue distance que dans les transports urbains tels que les lignes de métro, de réseau express régional ou de tramway.

## Exemples

### Allemagne
- Le Ringbahn de Berlin est une ligne de réseau express régional (S-Bahn) berlinoise de 37 km qui assure en exactement 1h le transport autour de la capitale allemande.
- L'Außenring de Berlin ou la grande ceinture de Berlin est une ligne ferroviaire de fret de 125 km autour de Berlin, qui a entre autres permis d'amener les matériaux nécessaires au mur de Berlin.
- Le U-Bahn-Ring de Hambourg, une ligne faisant partie du métro de Hambourg ouverte en 1912, et faisant partie du U2 et U3.
- Le 26er Ring (de), une ligne du tramway de Dresde autour du centre-ville.
- La ligne S1 du S-bahn de Hanovre (Minden–Haste–Gare centrale de Hanovre–Weetzen–Haste).
- Le Ringbahn de Nuremberg est une ligne de ceinture de Nuremberg pour le transport de marchandises.

### France
- La ligne de la grande ceinture de Paris est une ligne de chemin de fer française de 157 km pour le fret, le RER et le TGV autour de Paris.
- La ligne de Petite Ceinture était une ligne de chemin de fer pour les marchandises et les voyageurs de 32 km progressivement remplacée par le métro, le tramway et d'autres lignes de fret.
- La future ligne 15 du métro de Paris est une rocade prévue de 75 km pour le transport francilien.

### Autres pays
- La Circle line du métro de Londres de 27 km.
- La Circular ou ligne 6 du métro de Madrid fait 23,5 km.
- La ligne Koltsevaïa du métro de Moscou fait 19,4 km.
- La Ligne Yamanote est une ligne ferroviaire circulaire de 34,5 km à Tokyo.
- La ligne circulaire d'Osaka entoure le centre-ville d'Osaka.
- Le T-baneringen du métro d'Oslo, utilisée par les lignes 4 et 6.
- La Fife Circle Line (en) au nord d'Édimbourg.
- Le Cityringen est une ligne du métro de Copenhague en travaux de 2009 à 2018.
- La Circular line (環狀線) du métro de Taipei est prévue pour être complétée en 2029.
- La Circle line (環線) de Singapour est une boucle non complétée.
- La Kehärata à Vantaa en Finlande.
- Les lignes 1 et 2 du tramway de Vienne.
- La ligne circulaire de Budapest relie les différentes gares de Budapest.

## Source de traduction
- (de) Cet article est partiellement ou en totalité issu de l’article de Wikipédia en allemand intitulé « Ringbahn » (voir la liste des auteurs).